# Rallye Český Krumlov 1996
Rallye Český Krumlov 1996 byla čtvrtou soutěží šampionátu Mezinárodní mistrovství České republiky v rallye 1996. Zvítězil zde Ladislav Křeček s vozem Ford Escort RS Cosworth. Soutěž se jela ve dnech 17. a 18. května.

## Průběh soutěže
O vedení spolu bojovali Milan Dolák s Křečkem. Na třetím místě se držel Jindřich Štolfa s vozem Škoda Felicia Kit Car. V druhé etapě ale Dolák havaroval. Havaroval také Václav Arazim, který se těžce zranil. Pak odstoupil i Výška. Štolffa se po odpadnutí Doláka posunul na druhé místo, ale do cíle jej neudržel a skončil třetí.

## Výsledky
1. Ladislav Křeček, Jan Krečman – Ford Escort RS Cosworth
2. Raimund Baumschlager, Klaus Wicha – Volkswagen Golf GTI 16V
3. Jindřich Štolfa, Miroslav Fanta – Škoda Felicia Kit Car
4. Marcel Tuček, Tomáš Singer – Nissan Sunny GTI
5. Michal Gargulák, Zdeněk Bělák – Mitsubishi Lancer EVO III
6. Jaroslav Starý, Miroslav Šlambora – Škoda Felicia Kit Car
7. Věroslav Cvrček, Miroslava Cvrčková – Škoda Felicia Kit Car
8. Václav Blahna, Jaroslav Pelc – Ford Escort RS Cosworth
9. Josef lank, Miloš Hůlka – Škoda Felicia Kit Car
10. Jan Trajbold, Petr Klas – Opel Astra GSI